# Strażnica wałowa

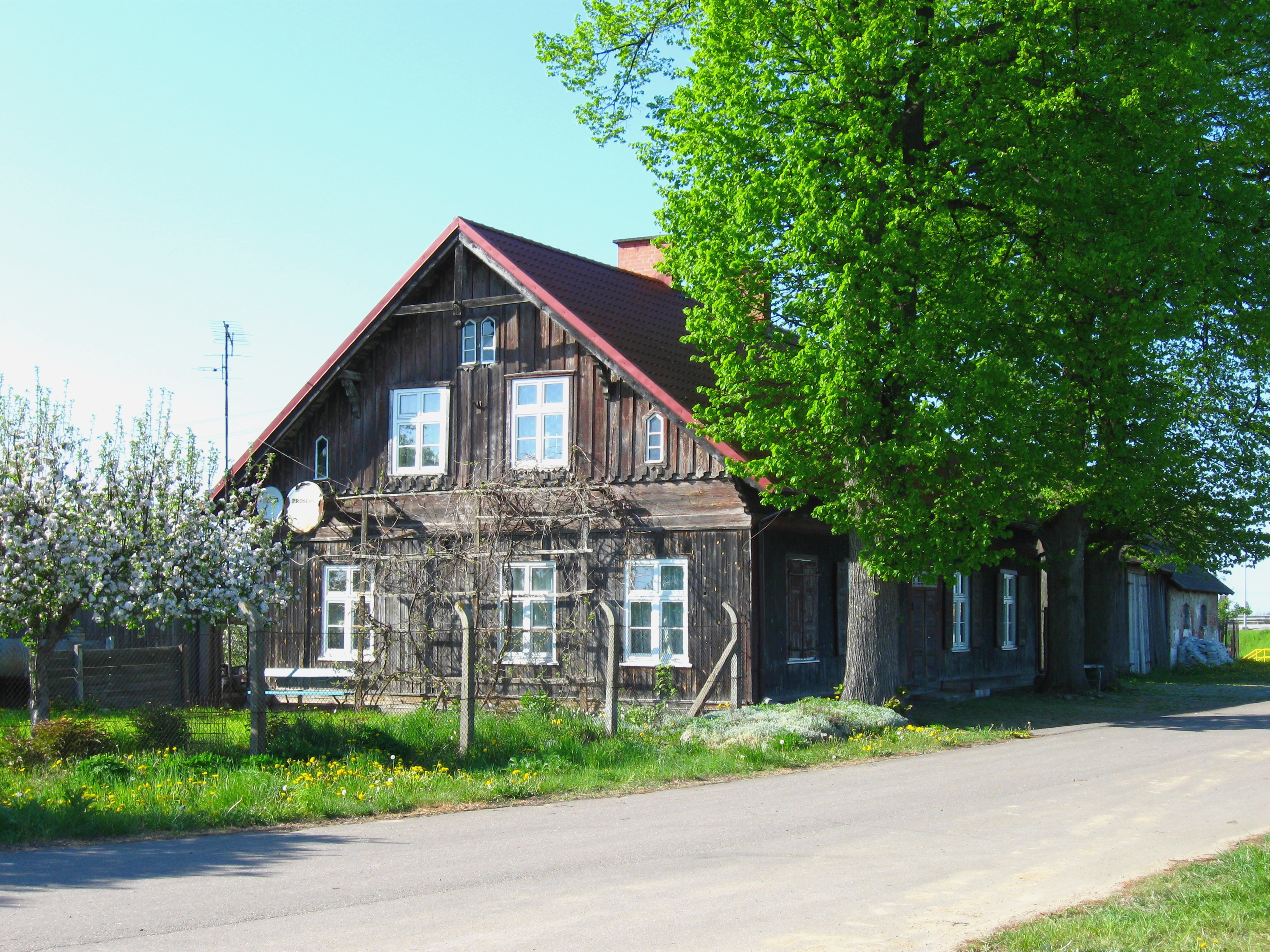
Strażnica wałowa w Kiezmarku

Strażnica wałowa – budynek wzniesiony na koronie wału przeciwpowodziowego. Jest on miejscem zamieszkania strażnika wałowego i jego rodziny, czasami pełnił też rolę karczmy. W zabudowaniach gospodarczych mieścił się sprzęt potrzebny do akcji przeciwpowodziowych.
Obowiązkiem strażnika było pilnowanie spójności wału przeciwpowodziowego i informowanie okolicznych wiosek o zagrożeniu powodziowym.
Przed II wojną światową na Żuławach wzniesionych było wzdłuż Wisły 36 strażnic na odcinku od rozwidlenia Nogatu do ujścia Wisły.